# Destroy All Humans!
Destroy All Humans! (Destruir a todos los humanos, en español) es un videojuego desarrollado por Pandemic Studios y distribuido por THQ. Fue publicado para videoconsolas PlayStation 2 y Xbox principalmente, y fue vendido por primera vez el 21 de junio de 2005. Este videojuego está ambientado en el año 1957 en Estados Unidos, criticando las personas, la música, los políticos y la economía. El personaje principal es Cryptosporidium-137, un miembro de la raza alienígena Furon, que llega a la Tierra con la misión de conseguir ADN humano para seguir con el programa de clonación que lleva adelante su raza.

## Trama
El juego comienza en el año 1947 con el trabajo de unos científicos en el lanzamiento de un misil nuclear. Sin ser esperado, aparece un ovni sobre el misil, el cual resulta ser de Cryptosporidium-136, un alienígena de otro planeta. Entonces, el misil despega sin que el General en puesto lo pueda evitar, provocando una explosión que hiere a Crypto-136 y terminando con su captura a manos del ejército de los EE. UU. Algún tiempo después en 1957, Orthopox-13 y Cryptosporidium-137 planean viajes a la Tierra, al parecer, para rescatar a Crypto-136. Crypto llega a una granja en el medio oeste-norte de EUA, donde interactúa con una vaca, confundiéndola con la especie dominante en la Tierra. La agencia Majestic se da cuenta de la presencia del Furon cuándo éste destruye una brigada del ejército que pasaba por la zona. Ortophox, que se comunica con Crypto a través de un dispositivo holográfico, le informa de que su misión es extraer cerebros humanos, que contienen ADN Furon, que dejaron exploradores Furons que pararon en la tierra hace millones de años, durante un permiso en las guerras marcianas.
Después de algunas misiones en Rockwell y en el suburbio californiano de Santa Modesta, Crypto y Orthopox descubren la existencia de The Majestic y bloquean los intentos del gobierno para detenerlos realizando actos como capturar a sus agentes y científicos , destruir sus armas, causar daños en las distintas ciudades, destruir parte del Área 42 (una referencia al Área 51), luego de descubrir la disección de Cryptosporidium-136, con una bomba atómica con la que se experimentaba y matando al general Armquist. Luego, por accidente, la nave de Crypto se estrella en Union Town por lo que al recuperarla arruina la operación del Majestic. A lo largo del juego, los actos de Crypto son cubiertos por el gobierno y los medios, que los atribuyen a extraños accidentes o al comunismo. También se oye del misterioso jefe del Majestic, Silhouette.
El juego culmina en Capitol City (una parodia de Washington D. C.), donde Crypto asesina al presidente Huffman (una parodia del presidente Truman) y masacra a la mayoría del congreso de los EE. UU., en una escena similar a la de la película Mars Attacks!, y pronto el gobierno de los EE. UU. parece que se rinde a los Furons. Crypto conoce a Silhouette, líder de The Majestic, delante del Capitolio. Después de una discusión, Crypto descubre que Silhouette es una mujer. Ella desvela el Roboprez, que es un robot gigante controlado por el cerebro del presidente Huffman. Crypto vence al Roboprez en su platillo volante y después vence a Silhouette en una batalla final en el derruido Octágono (parodia del Pentágono). Al morir Silhouette, esta asegura que hay otras divisiones de The Majestic por todo el mundo, además de hacerle saber que EE. UU. no es la única civilización humana en la Tierra. De todas formas, Crypto está seguro de que sin el liderazgo de Silhouette, The Majestic será incapaz de defenderse de la invasión Furon.
El juego termina con Huffman haciendo un discurso televisado, asegurando a América que los eventos recientes fueron causados por comunistas, que habían envenenado el suministro de agua de los EE. UU., y que, por ello, se han creado en todo el país centros de pruebas para poder analizar a la gente, por si tienen toxinas dañinas. Entonces se puede ver a la gente siendo llevada por el ejército a extrañas máquinas, al parecer para la extracción de sus troncos cerebrales.

### Misiones
Estas son las misiones que Ortophox le da a Crypto.
Misión 1: Destination Earth, esta es la primera misión. Crypto llega a la Tierra a una granja del oeste de los Estados Unidos perteneciente a la familia Turnipseed. Pero llega un convoy del ejército de los EE. UU. al lugar. Después de vencer al ejército llega un automóvil de The Majestic del que se hablará más tarde
Misión 2: Earth Woman Are Delicious. En esta misión Crypto llega a Rockwell (parodia de Roswell), un pequeño pueblo en Dakota del Norte y va a la feria anual del pueblo para secuestrar a Miss Rockwell. Luego de destruir la feria, al final se afirma que Miss Rockwell fue enviada a un sanatorio.
Misión 3: Citizen Crypto, NOTA: esta misión está ambientada de nuevo en Rockwell, para tipos de esta nota se va a poner la frase de nuevo. En esta ocasión Crypto con ayuda de Ortophox descubre que unas vacas han sido irradiadas (al parecer parodia la enfermedad de las vacas locas). Entonces Ortophox le da órdenes a Crypto de matar a los científicos
que irradiaron a las vacas y suplantar secretamente al alcalde antes de que dé su discurso, y decir que lo que pasó en la feria fue hecho por comunistas de Santa Modesta, un pueblo en California. Más tarde, cuando termina su discurso, los ciudadanos no ven nada sospechoso en el discurso del alcalde. Orthopox le ordena a Crypto que se vaya a Santa Modesta a buscar a su alcalde.
Misión 4: Alien Pool Party. Esta vez Crypto llega a Santa Modesta (un pequeño pueblo parodia de Santa Mónica, California) en donde debe buscar al alcalde del pueblo en una fiesta en la piscina de un motel para escanearlo y matarlo, para luego seguir matando al resto de los invitados, y finalmente destruir el 50% de la policía de Santa Modesta.
Misión 5: Televisions Of Doom. De nuevo, Crypto debe escanear y matar al profesor Sleepy Ernst después de ser controlado mentalmente por Majestic (una organización creada a partir del incidente con Crypto-136 en 1947). Luego tiene que enfocar las antenas de televisión hacia las señales televisivas de Orthopox para hipnotizar a los humanos de Santa Modesta y hacer que los sigan como líderes, pero sus ondas son demasiado potentes y comienzan a reventar sus cerebros. Crypto logra escapar del lugar y se salva.
Misión 6: Aliens Stole My Brain Stem!. De nuevo, ahora Crypto deberá conseguir 300% de ADN humano de la gente de Santa Modesta y robar unos cerebros humanos sueltos pero vigilados por la policía y por Majestic (al parecer de los humanos asesinados en la catástrofe de la misión anterior).
Misión 7: This Island Suburbia. De nuevo, en esta misión Crypto debe escanear a unos científicos de Majestic creadores de comida hipnotizadora, luego debe destruir los restaurantes controlados por Majestic y a los científicos y luego secuestrar a un agente Majestic para interrogarlo acerca de donde esta Crypto-136. El agente le dice que no le dirá nada pero Crypto le pone un aparato en la cara para hacerle hablar. Herido, pálido y medio muerto le dice pero con palabras sueltas como: control... mental... experimento... Rockwell... películas... ADN furon... Area 42 y después se muere.
Misión 8: Teenage Zombies From Outer Space. De nuevo en Rockwell, al saber que van a hacer un experimento con películas en el autocinema con humanos, Orthopox le ordena a Crypto que vaya al lugar, mate a los agentes Majestic que vigilan el rodaje, ir a por otro rodaje que se encuentra en la base militar de Rockwell hipnotizador hecho por Orthopox, lo ponga en el proyector y vigile que los agentes Majestic no toquen el rodaje. Finalmente toda la gente que estaba en el autocinema queda hipnotizada, terminando la misión.
Misión 9: South by Southwest. De nuevo en S.M, Ortophox ordena a Crypto que destruya diez automóviles, para lo cual le facilita el Detonador de Iones. Después de haber destruido los diez autos y de aterrorizar bastante a Santa Modesta, Crypto debe causar a Majestic $20,000 dólares en daños (destrucción de autos, asesinato de agentes, etc.). Finalmente Ortophox ordena a Crypto explorar el área del motel que está cerca de la bahía descubriendo que esa es una de las principales bases de Majestic en Santa Modesta, por lo que Crypto debe destruir la base totalmente.
Misión 10: Foreign Correspondent,

## Localización
Destroy All Humans! se encuentra en los Estados Unidos en el año 1957 y consta de seis Localizaciones
- Turnipseed Farm una comunidad agrícola de Kentucky en Estados Unidos

- Rockwell un pueblo agrícola en Iowa, es una parodia de Roswell, Nuevo México.

- Santa Modesta un suburbio del sur de California (Parodia de Santa Mónica)

- Área 42 base militar en Nevada(una parodia del Área 51).

- Union Town ciudad industrial de Carolina del Norte

- Ciudad Capital, capital de E.U.A. (una parodia de Washington D. C.).

Casi todos los edificios y estructuras en estos ambientes puede ser destruidos, y los seres humanos alarmarse por la presencia de Crypto, mientras algunos intentarán huir u ocultarse, otros estarán armados y se defenderán. Un sistema de alerta, como el del Grand Theft Auto de "nivel deseado" indica cuánta atención ha atraído Crypto. Dependiendo del nivel de alerta: Precaución Civil (Azul), patrullaje de policía (Amarillo), militar (Naranja) y, finalmente, el Majestic (Rojo) tratará de defender la población civil, de Crypto.
La tecnología militar en el juego se muestra como mucho más avanzado de lo que realmente fue en 1950, con el Ejército de los EE. UU. teniendo armas de centinela, baterías automatizadas antiaéreas, bobinas de Tesla, andadores y mecanizados. El grupo Majestic también parece estar equipado con las armas de energía, posiblemente ingeniería inversa de tecnología Furon.
El centro del juego es la Nave Nodriza Furon en órbita alrededor de la Tierra, que se asemeja mucho al extranjero nodriza de Encuentros en la tercera fase. Desde allí, los jugadores pueden recibir misiones, mejorar las armas, y ver el contenido desbloqueado. Este es también el portal de acceso a cada uno de los ajustes de juego de la Tierra.

## Jugabilidad
Los jugadores asumen el papel de Cryptosporidium-137 (Crypto para abreviar), un guerrero y miembro de la raza Furon. Después de siglos de guerra contra las especies inferiores utilizando armamento nuclear su especie quedó impotente y sin órganos genitales, sin los cuales los Furon no se podían reproducir sexualmente, y se vieron obligados a elegir la clonación como medio de reproducción, así como un proceso por el cual para alcanzar la inmortalidad. Sin embargo, después de generaciones de clones, el ADN Furon se degradó, y cada clon es cada vez menos estable.
Afortunadamente para los Furons, una de sus naves de exploración se encontró con la tierra hace milenios, al regresar de la destrucción de los marcianos, pararon a hacer un permiso durante el cual fue imprimado ADN furon en el genoma humano.
Debido a esto cada ser humano contiene una pequeña cantidad de ADN Furon en su código genético. Crypto es enviado a la Tierra para la recolección de ADN del cerebro humano, localizar y rescatar a su anterior clon, Cryptosporidium-136, y Furon lanza una invasión a la Tierra. El juego se creó dentro del género sandbox. El jugador tiene una selección de armas y habilidades mentales a su disposición, así como el acceso a Crypto del platillo volador. Destroy All Humans! implementa el motor de física Havok, que permite efectos sobre los órganos y entornos destructibles.
Habrá escasas ocasiones en las Crypto tendrá que suplantar a figuras importantes (alcaldes, generales, etc) con el HoloBo y entonces se mostrara una escena donde se le formula una pregunta a crypto y se podrá seleccionar una respuesta de la lista (de la cual siempre 2 son correctas) que podrá generar efecto positivo o negativo. Si se elige una respuesta negativa 2 veces se empieza de nuevo la escena, pero si se eligen positivas se continua normalmente con la misión.
Cada cerebro humano obtenido dará puntos de A.D.N que crypto podrá usar para comprar mejoras. Además, pueden obtenerse puntos de A.D.N haciendo desafíos u juntando los coleccionables en el modo libre.

## Características
Crypto posee un armamento Furon muy avanzado tanto en su platillo volador como en su persona. El platillo está equipado con:
- El Rayo Letal: rayo de calor que calcina todo a su paso, tiene munición infinita, pero tiene que esperar unos segundos para enfriar el disparador.
- La Bomba Sónica: Es una onda sónica que desbarata y destruye los aparatos eléctricos, edificios y personas, con los Autos es diferente: los lanza por los aires hasta hacerlos explotar.
- Deconstructor Cuántico: es una especie de misil pero de energía cuántica de deshace las moléculas que componen a las personas y vuelve demasiado débiles los cimientos de los edificios, además de hacerlos explotar.

Crypto tiene un arsenal de armas, algunos de los cuales incluyen:
- Zap-O-Matic: Una pistola de rayos que tiene munición infinita y es muy útil en ocasiones cuando no hay munición para otras armas, pero requiere esperar entre disparo y disparo.
- Rayo Desintegrador: que quema a sus víctimas haciéndolos un montón de cenizas
- Sonda Anal: Una pistola útil que debe apuntar a la base de la columna vertebral. Causa la muerte inmediata y el cerebro se libera hacia el exterior automáticamente. No funciona con el Majestic de la misma manera que con los civiles, se necesita disparar a toda potencia 2 veces, requiere apuntar bien y esperar sin moverse para disparar.
- Ion Detonador: Es el equivalente a una granada, es el lanzamiento de una bomba que Crypto detona en un cierto tiempo.

También está equipado con un jet pack actualizable para ayudarle a recorrer distancias cortas y alcanzar alturas pequeñas.
Al terminar una misión, Crypto podrá volver a la nave nodriza, donde puede comprar mejoras (que se pagan con A.D.N) para las armas, para el jet pack o para su cuerpo, aceptar la siguiente misión (o jugar en modo libre si se completaron todas las misiones del sector), guardar la partida o mirar las estadísticas y desbloqueables, o continuar en modo libre donde se puede hacer lo que se desee (como atacar personas libremente, recolectar munición, buscar los coleccionables que dan A.D.N, etc)
Los Furons tienen adaptado un HoloBo que le da la capacidad de imitar la apariencia de cualquier humano. Esto permite viajar entre los seres humanos inadvertidos. HoloBob el ISP requiere de energía, llamada "concentración" en el juego, que se puede reponer continuamente leyendo los pensamientos de los seres humanos sin saberlo o de los animales(Como curiosidad, aleatoriamente un pensamiento de algún agente del Majestic dice que Silhouette es mujer mucho antes del final). Este disfraz no resulta muy efectivo con los Majestic porque tienen la capacidad de ver a través de él y destruir el disfraz. Crypto parpadeará en rojo cuando cerca de un agente de Majestic, si viene demasiado cerca, el disfraz desaparecerá. Además, es capaz de utilizar una capacidad conocida como PK o psicoquinesia que permite mover los objetos.